# NGC 4927
NGC 4927 is een elliptisch sterrenstelsel in het sterrenbeeld Hoofdhaar. Het hemelobject werd op 11 april 1785 ontdekt door de Duits-Britse astronoom William Herschel.

## Synoniemen
- MCG 5-31-104
- ZWG 160.105
- DRCG 27-141
- PGC 44945